# Phyllachora holci-fulvi
Phyllachora holci-fulvi är en svampart som beskrevs av Sawada 1944. Phyllachora holci-fulvi ingår i släktet Phyllachora och familjen Phyllachoraceae.   Inga underarter finns listade i Catalogue of Life.